# Pinus edulis
Pinus edulis (сосна колорадська) — вид роду сосна родини соснових.

## Поширення
Поширення: США (Аризона, Каліфорнія, Колорадо, Нью-Мексико, Оклахома, Техас, Юта, Вайомінг). Росте на висоті 1500—2100(2700) м. Знайдено на сухих гірських схилах, столових горах і плато. P. edulis є деревом штату Нью-Мексико.

## Морфологічна характеристика
Це однодомні вічнозелені чагарники або дерева здебільшого до 21 м у висоту й 60 см діаметра, крона конічна, округла, щільна. Кора червоно-коричнева, дрібно й нерівномірно борозниста, гребені лускаті, округлі. Бруньки від яйцеподібних до еліпсоїдних, червоно-коричневі, 0,5–1 см, смолисті. Листя по (1)2(3) в пучку, зберігаються 4–6 років, розміром 20–40 × (0,9)1–1,5 мм, синьо-зелені, є бліді жилкові смуги, вершина від вузько-гострої до шилоподібної. Пилкові шишки еліпсоїдні, ≈ 7 мм, від жовтуватого до червоно-коричневого кольору. Шишки зріють 2 роки, незабаром після втрати насіння падають, симетричні, яйцюваті, а перед відкриттям від зменшено-яйцеподібних до майже кулястих, у відкритому вигляді розмір ≈ (3,5)4(5) см, від блідо-жовтого до блідо-червоно-коричневого кольору, смолисті, майже сидячі на короткій ніжці. Насіння в основному від еліпсоїдного до обернено-яйцюватого; тіло 10–15 мм, коричневе, безкриле. 2n = 24.

## Використання
Найбільш поширене використання цього виду — для опалення. Погана форма росту з погляду лісівника робить деревину непридатною для виробництва пиломатеріалів. Найбільша цінність — їстівне насіння, що має великий попит як делікатес. Садівнича цінність обмежена, хоча в деяких місцевостях молоді дерева заготовляють як новорічні ялинки.

## Загрози та охорона
Хоча вид має широке поширення, він перебуває під загрозою в багатьох місцях у зв'язку з «покращенням площ» для випасу великої рогатої худоби та овець, внаслідок чого видалено ліс або зменшено його великі площі. За останнє десятиліття неодноразові посухи, в поєднанні зі спалахами збільшення соснових короїдів призвели до загибелі багатьох тисяч гектарів соснових лісів. Цей вид зустрічається в декількох ПОТ, серед яких відомі національні парки.

## Галерея

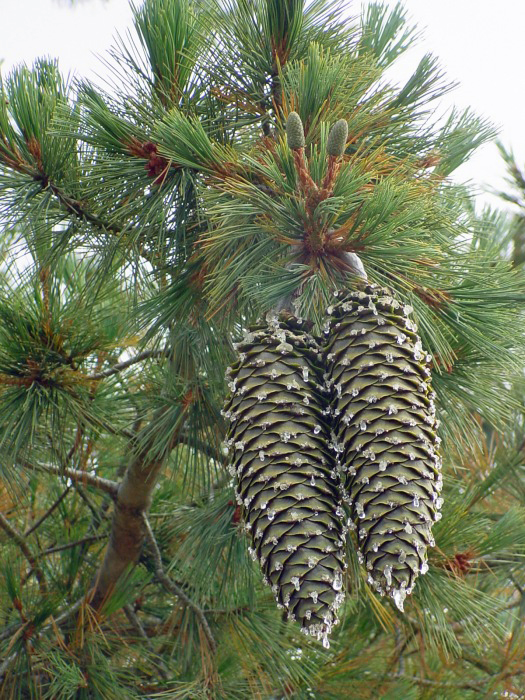
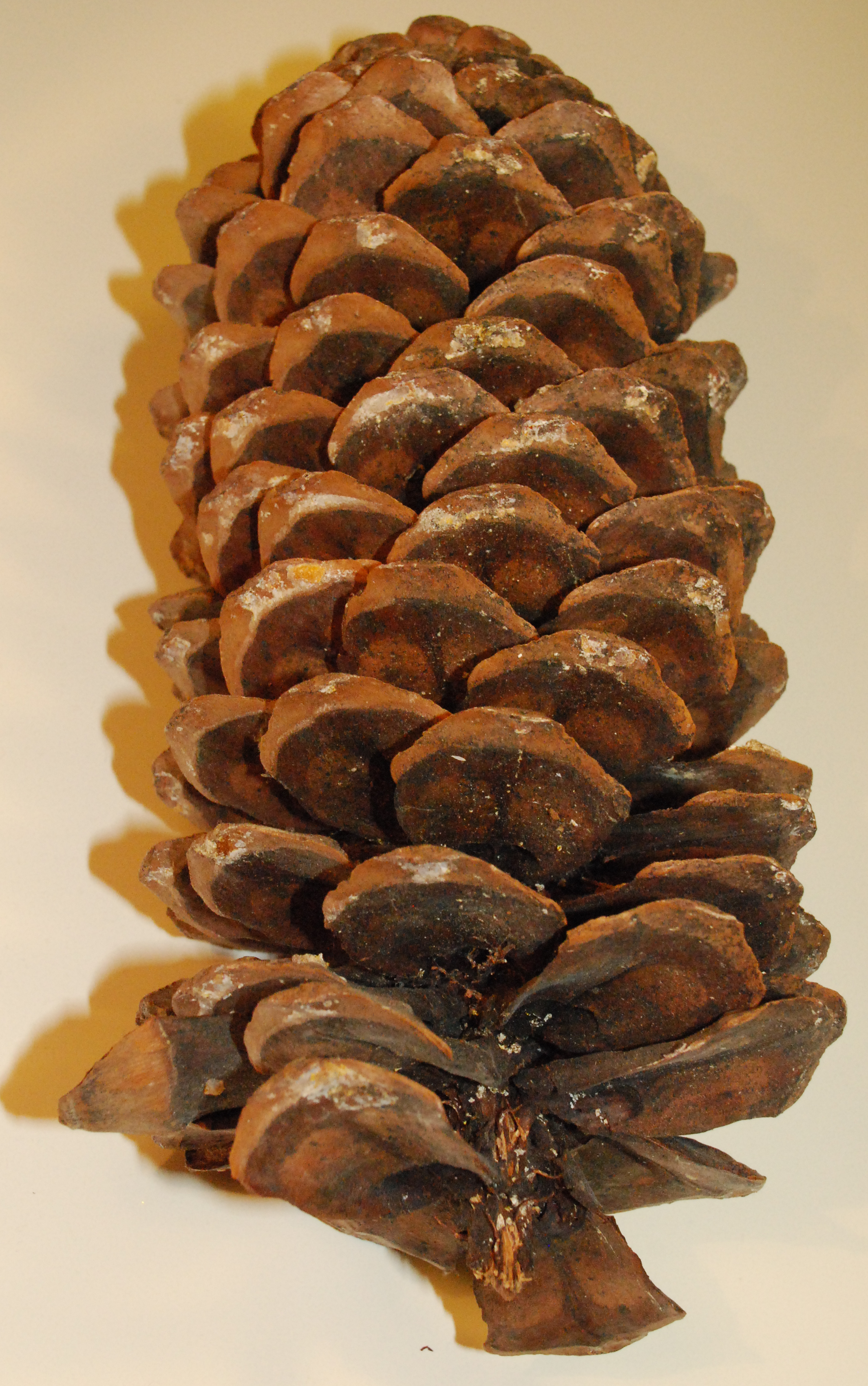
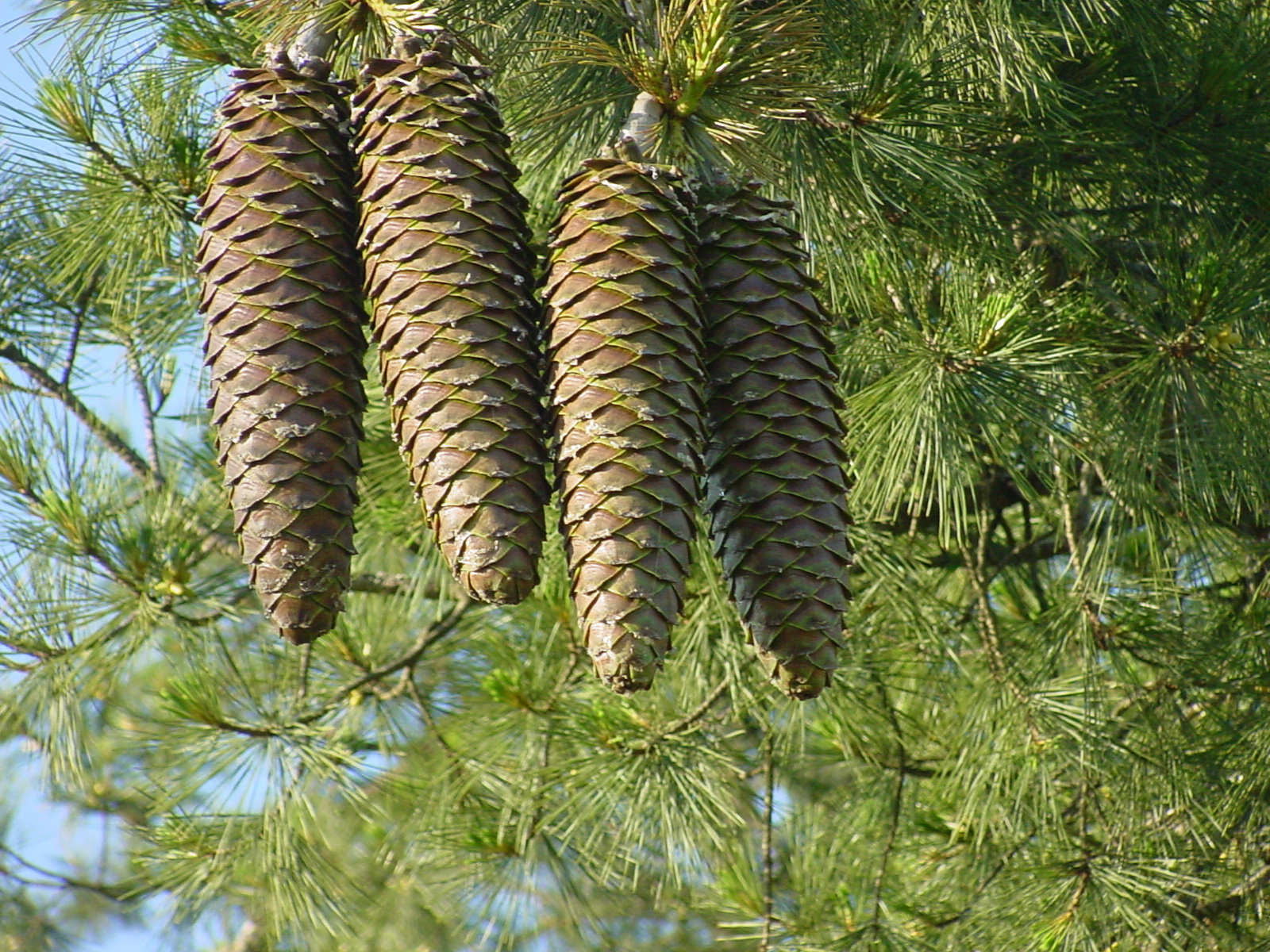

| Соснові | Це незавершена стаття про родину соснові. Ви можете допомогти проєкту, виправивши або дописавши її. |